# Ixora richardiana
Ixora richardiana är en måreväxtart som beskrevs av Johannes Müller Argoviensis. Ixora richardiana ingår i släktet Ixora och familjen måreväxter. Inga underarter finns listade i Catalogue of Life.